# Tommaso Barbieri
Tommaso Barbieri, né le 26 août 2002 à Magenta, est un footballeur italien qui joue au poste d'arrière droit à l'US Cremonese.

## Biographie

### Carrière en club
Né à Magenta en Italie, Tommaso Barbieri est formé par le Novara FC, où il commence sa carrière professionnelle, en Serie C.
Il est transféré à la Juventus en 2020, jouant d'abord avec la réserve, encore en Serie C.
Le 2 novembre 2022, il joue son premier match avec l'équipe première, entrant en jeu en Ligue des champions contre le PSG (défaite 2-1),.

### Carrière en sélection
En septembre 2021, Tommaso Barbieri est convoqué pour la première fois avec l'équipe d'Italie des moins de 20 ans.